# 1983 في باكستان
فيما يلي قوائم الأحداث التي وقعت خلال عام 1983 في باكستان.

## سياسة

### تعيين في المنصب
- 1 يناير – سميع الحق عضو مجلس الشورى الباكستاني.

## مواليد

### يناير
- 1 يناير – إقبال مسيح

### يونيو
- 26 يونيو – فهد مصطفى

## وفيات

### أغسطس
- 28 أغسطس – نظير أحمد خان (مواليد 1910)

### ديسمبر
- 6 ديسمبر – مير جول خان نصير (مواليد 1914) كاتب باكستاني.